# کوندوبا
کوندوبا (به پرتغالی: Condeúba) یک منطقهٔ مسکونی در برزیل است که در باهیا واقع شده‌است. کوندوبا ۱۷٬۱۷۸ نفر جمعیت دارد.